# Toby Tyler
Toby Tyler (Toby Tyler, or Ten Weeks with a Circus) è un film del 1960 diretto da Charles Barton.

## Trama
Toby Tyler è un bambino di circa 10 anni. All'arrivo del circo nella sua città, Guilford, si avvicina per assistere alla parata e rimane affascinato da questo mondo. In questa occasione conosce Harry Tupper, venditore di noccioline e limonata, il quale, dopo aver scoperto che Toby non ha genitori, gli propone di lavorare nel circo. Toby ha però degli zii che si occupano di lui e rifiuta quindi l'offerta, ma quando torna a casa suo zio Daniel si arrabbia molto per la sua lunga assenza. In preda alla rabbia, lo zio dice a Toby che per loro è solo un peso.
Toby scappa allora di casa e e si unisce al circo del Colonnello Castle. Inizia a lavorare per il signor Tupper e viene affidato a Ben, un uomo burbero, grande e forte che, oltre a fare il numero dell'uomo forzuto, guida il carro delle scimmie. Tra le scimmie c'è Mister Stubbs, uno scimpanzé dispettoso e goloso, che combina tanti pasticci ma diventa grande amico di Toby. Tra gli artisti ci sono i cavallerizzi acrobatici Jeanette e Ajax, due ragazzini coetanei di Toby. Jeanette è gentile e modesta, mentre Ajax è molto vanitoso e al loro primo incontro dice a Toby che non può mangiare insieme agli artisti. Sam Treat, uno dei pagliacci, lo tira fuori da quella situazione, divenendo anch'egli grande amico di Toby.
La vita al circo è divertente ma al tempo stesso molto faticosa. Un giorno, durante un allenamento, Ajax cade da cavallo e si infortuna. Jeanette propone allora al Colonnello Caste di utilizzare come sostituto Toby, che poco prima le aveva detto mentendo di saper cavalcare. Il Colonnello approva e si accorda con Tupper per avere a disposizione il ragazzo; del suo addestramento si occuperanno Ben e Sam. Toby è nei guai, dovendo imparare ad essere un cavallerizzo acrobatico in sole due settimane di tempo. Dopo aver confidato a Ben di aver mentito e di non essere in grado di cavalcare, Toby decide di scappare dal circo, visto che ormai ha un bel po' di risparmi da portare agli zii. Durante il viaggio però Mister Stubbs svuota lungo la strada il sacchetto dove Toby tiene i suoi soldi. Toby è così costretto a rimanere.
L'allenamento è molto duro ma porta ai risultati sperati e dopo due settimane Toby fa il suo debutto, ottenendo un grande successo. Subito dopo il numero Toby scopre però delle lettere della zia che gli erano state nascoste dal signor Tupper. Nelle lettere la zia dice che hanno bisogno di lui, perché zio Daniel non riesce a fare tutto il lavoro da solo. Toby decide di partire immediatamente e lascia solo un biglietto. Il giorno dopo si accorge che Mister Stubbs lo ha seguito e proseguono il viaggio insieme. Ma anche Tupper lo sta cercando e riesce a trovarli proprio quando un cacciatore spara accidentalmente a Mister Stubbs. Tupper prende Toby per riportarlo al circo, lasciando Mister Stubbs steso per terra. Arrivati al circo c'è una sorpresa per Toby: i suoi zii lo hanno raggiunto lì. Toby scopre inoltre che Mister Stubbs era solo ferito e che il cacciatore che gli aveva sparato lo ha riportato al circo.
Toby è molto felice e finalmente è pronto per andare in scena. A guardarlo ci sono anche gli zii, che stavolta sono molto orgogliosi di lui.